# Te Puke
Te Puke – miasto w Nowej Zelandii. Położone w północnej części Wyspy Północnej, w regionie Zatoka Obfitości, 7 283 mieszkańców. (dane szacunkowe - styczeń 2010).